# 栗林里奈
栗林 里奈（くりばやし りな、1993年6月13日 - ）は、日本の女性ファッションモデル、女優である。

## 略歴
現在、ファッション雑誌『Hana*chu→』（主婦の友社）の専属モデルとして活動中(2009年1月号から受験勉強に専念するために芸能活動を休止している)。

## 人物
- 歯の矯正をしている。
- 長所は常に笑いが絶えないところ、短所はかなり意地っ張りなところ[1]。
- 趣味は音楽鑑賞。ジャンル問わず幅広く聴く[1]。
- 座右の銘は『一期一会』[1]。
- 姉が2人いる。

### 嗜好
- 好きな芸能人は劇団ひとり。「99プラス」での初共演をきっかけに好きになった[1]。
- 好きな男性のタイプは性格の良い人[1]。
- 好きな食べ物は果物全般。嫌いな食べ物は苦いもの[1]。
- 好きなテレビ番組はバラエティ番組全般で、特に「ダウンタウンのガキの使いやあらへんで!!」が好き[1]。
- 好きな漫画は「B.O.D.Y.」[1]。
- 好きな小説は「ホームレス中学生」[1]。
- 好きなスポーツはバドミントン[1]。

## 出演

### CM
- G-mode（2007年）
- カルビー・ポテトチップス

### 雑誌
- Hanachu（主婦の友社）専属モデル

### 映画
- 監督感染 payday（2003年）ニコ 役